# Puccinia heucherae
Puccinia heucherae är en svampart som först beskrevs av Ludwig David von Schweinitz, och fick sitt nu gällande namn av Dietel 1891. Puccinia heucherae ingår i släktet Puccinia och familjen Pucciniaceae.   Inga underarter finns listade i Catalogue of Life.